# Otakar Auředníček
Otakar Auředníček (27. září 1868 Hrazené Rataje – 1. června 1947 Praha) byl český právník, železniční úředník, básník a překladatel z francouzštiny a italštiny. Publikoval několik básnických sbírek inspirovaných dekadencí a próz. Byl bratrem Zdenka Auředníčka, právníka obhajujícího Leopolda Hilsnera z Polné, v tzv. Hilsneriádě.

## Dílo
- Zpívající labutě
- Královna loutek
- Nejdokonalejší milenec
- Malířské novelly